# 莱奥·博里
莱奥·卡爾·博里（瑞典語：Leo Karl Borg；2003年5月15日—），是一名瑞典男子網球運動員，在2023年9月11日取得個人單打排名新高的334名，而最高雙打排名則是1033名，在2023年6月26日取得。他是前男單網球世界排名第1，11次大滿貫冠軍網球員比约恩·博里之子。

## 職業生涯
博里在ATP挑戰賽和ATP巡回赛中偶而獲得外卡參賽。他首次參加ATP巡回賽會內賽是2021年斯德哥爾摩網球公開賽，但在第一輪不敵托米·保羅。2022年9月，他在開羅舉行的ITF男子世界网球巡回赛中，首次打進了單打決賽，但未能勝出，賽後他世界排名升至第581名。2022年的斯德哥爾摩網球公開賽，排577的他獲得外卡參賽，同樣在第一輪遇上同樣對手的托米·保羅，最終他以7–5, 4–6, 1–6輸給對手出局。10月30日，他在沙姆沙伊赫贏得了個人首項ITF冠軍。
2023年7月，他獲得外卡參加博斯塔德舉行的瑞典網球公開賽，並在第一輪以兩盤直落擊敗埃利亚斯·于梅尔取得ATP首勝。之後舉行的斯德哥爾摩網球公開賽，他同樣地獲得外卡參賽。2024年7月舉行的博斯塔德網球公開賽，他在第一輪遇上網壇四巨頭之一的拉斐爾·拿度，後者輕鬆地以6-3, 6-4取勝。

## 外部連結
- 莱奥·博里（英文/西班牙文）的官方資料
- 莱奥·博里的官方资料
- 莱奥·博里的官方資料（英文）